# Богінське (озеро)
Бо́гінське (біл. Ба́гінскае, Богіна) — озеро у Браславському районі Вітебської області на північному заході Білорусі. П'ятнадцяте за площею водного дзеркала озеро країни. Належить до групи Ричано-Дрисвятських озер.

## Опис
Озеро знаходиться в басейні річок Дрисвяти→Дісни (басейн Західної Двіни), розташоване на заході Вітебської області, за 10 км на північний схід від кордону із Литвою, та 28 км на південний захід від міста Браслав, поблизу села Богіно.
Приплив води в озеро йде по струмках і каналах та річці Дрисвята, яка попередньо протікає через озера Довге та Високе, впадає у водойму із північного заходу, а витікає на південному заході і з лівого берега впадає у річку Дісна, ліву притоку Західної Двіни. Прозорість води в озері коливається: від 1,5 м в мілководних південних затоках до 3,0-3,1 м в центральній та північній частині. Активна реакція води по всій товщі лужна і зростає із глибиною. Мінералізація води перевищує 200 мг/л, а поблизу дна збільшується до 250 мг/л.
Площа озера становить 13,23 км². Це восьме за площею озер Вітебської області та третє — у Браславському районі, після озер Дрив'яти (36,14 км²) та Снуди (22,0 км²). Довжина становить 9,1 км, максимальна ширина 2,9 км. Максимальна глибина — 15,0 м. Об'єм води в озері становить 64,4 млн м³. На березі водойми розташовані села: Богіно, Устя, Ставрово, Черниця, Ісаї, Гайдуковщина, Браславская Лука, Нова Лука.

## Улоговина та рельєф
Улоговина озера загатного типу, витягнута із півночі — північного заходу на південь — південний схід на 9,1 км, має доволі химерну форму та складний тип. Берегова лінія (довжина 32,2 км) сильно порізана, рясніє малими та великими півостровами, розчленовується на ряд довгих заток: на півночі — Браславську та Богінску, на півдні — Устевську, Шулевську та Ставровську. Північні затоки більш глибоководні, в той час як південні — мілководні та зарослі. Ложе улоговини ускладнене низкою підйомів та западин. Літоральна зона глибиною до 2 м складена із піщаних і піщано-гравійних відкладів і займає близько 20 % площі дна. Береги озера низькі, піщані, на півдні і південному заході частково заболочені, і тільки на північному заході та півночі вони піднімаються до 6-12 м. Площа водозбору одна із найбільших у Білорусі і становить 914 км². Рельєф водозбору в південній частині низинний, полого-хвилястий, з перевагою супіщаних і піщаних ґрунтів, на решті території місцями горбистий, моренний. Із загальної площі водозбору лісами і чагарниками зайнято 16 %, болотами і заболоченими землями — 7 %.
На озері є 8 островів (найбільші — Довгий, Городище, Церенцейка, Попова) загальною площею 32 га, 2 із них (Городище та Церенцейка) — пам'ятки природи.

## Флоратафауна
Богінское характеризується середнім ступенем заростання. У північній та середній частині озера смуга прибережної рослинності вузька, до 20-25 м, у південній частині розширюється до 80-100 м. У затоках досить численні рослини із плавучим листям — купавка, латаття, рдест плавучий, іноді гірчак земноводний; у мілководних південних затоках — тілоріз, елодея, хара. Уздовж берегів ростуть лепеха, хвощ, очерет, комиш, рогіз, ситняг.
Фітопланктон озера нараховує 61 вид водоростей. За видовим складом переважають зелені та діатомові. За чисельністю біомаси домінують синьо-зелені. Загальна біомаса фітопланктону — 13,8 г/м³. Це свідчить про високу продуктивність озера. Зоопланктон представлений 28 видами з біомасою 1,7 г/м³. Зообентос різноманітний — 51 вид. Найбільшу кількість складають личинки хірономід (мотиль) та молюсків. Загальна біомаса озера — 6,52 г/м³, що характеризує його як середньо-кормову водойму. Таким чином, гідрохімічні показники дозволяють віднести озеро Богінське до водойм евтрофного типу.
Озеро доволі багате рибою. По складу іхтіофауни це лящево-судакова водойма. Зустрічаються також щука, сазан, вугор, лин та інші види. На озері періодично проводиться промисловий вилов риби. На східному березі біля села Черниця розташоване ставкове господарство із розведення малька сазана, коропа, білого амуру, товстолобика.
На ставках біля села Черниця відзначено гніздування рідкісної для Білорусі птиці — пірникози малої (норець малий).